# 예술

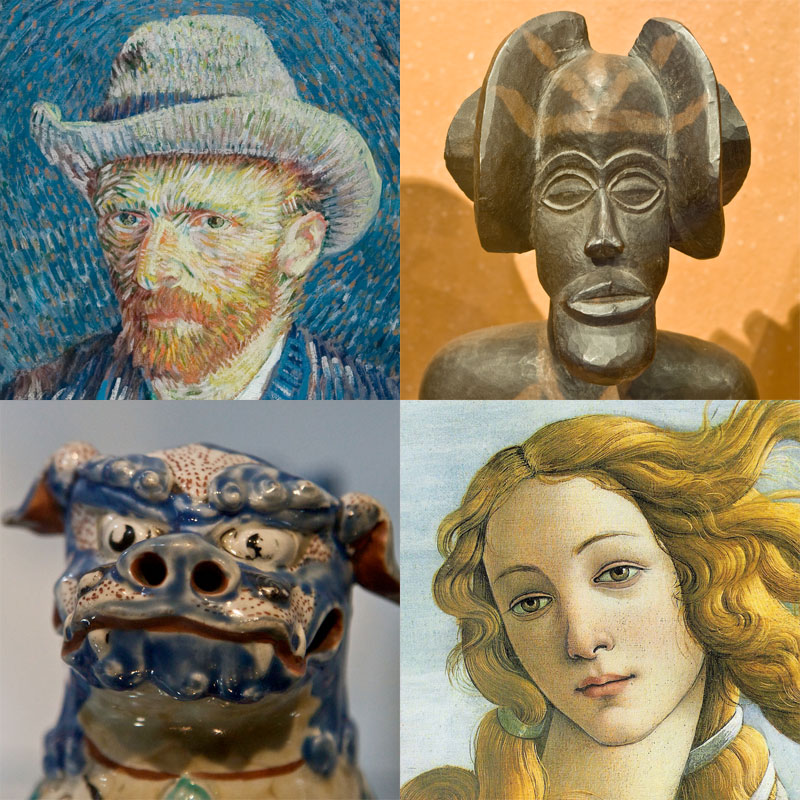
왼쪽 위부터 시계 방향으로 빈센트 반 고흐의 1887년 자화상, 초크웨 예술가의 여성 조상상, 산드로 보티첼리의 비너스의 탄생 (1484–1486)의 세부 사항, 그리고 오키나와 시사 사자

예술(藝術, 영어: Art)은 학문·종교·도덕 등과 같은 문화의 한 부문으로, 예술 활동(창작, 감상)과 그 성과(예술 작품)의 총칭이다. 문학, 음악, 미술, 영화, 무용 등의 공연예술이 포함된다. 그러나 이러한 예술작품을 다루는 학문은 인문학의 영역이다.
예술은 사람들을 결합시키고 사람들에게 감정이나 사상을 전달하는 수단이 된다. 과학도 같은 구실을 하기는 하나, 과학은 주로 개념으로 설명하고 예술은 미적 형상(美的形象)으로 설명한다. 예술의 중심 개념은 ‘아름다움’으로서, 만약 미가 결핍되거나 상실되면 예술이라고 말할 수 없다. 그러나 아름다움만으로는 예술이라고 할 수 없으며 음악이나 미술, 무용으로 나타내기도 한다. 어떤 ‘형상’에 의해 표현되어야만 한다. 예술관을 크게 나누면 아이디얼리즘 또는 로맨티시즘과 리얼리즘이 된다. 전자를 대표하는 사람은 헤겔로서 ‘미’는 예술가의 주관적 공상이라고 보는 데 대해, 후자를 주장하는 자는 아리스토텔레스로서 미를 자연의 모방, 혹은 재현이라고 본다. 이 대립은 오늘날까지 계속되고 있다.
예술학은 예술에 관한 학문으로, 예술 철학과 구별하여 예술을 과학적으로 연구하는 의미로도 쓰인다. 예술 사회학은 예술의 사회학적 연구로서 19세기 중엽에 일어났던 실증주의(實證主義)와 함께 발달했다.

## 노동성에 대한 논쟁
예술가의 불분명한 지위는 예술 노동 논쟁을 불러일으키는 가장 중요한 원인 중 하나이다. 제도가 용인하는 지위의 확보와 이를 근거로 한 분배는 정당한 사회 구성원이 된다는 것과 동일한 의미를 가지게 되기 때문이다. 독일 낭만주의 전통에서 예술과 노동(labour)을 상반되는 개념으로 이해되었다. 마르크스는 예술이 구상과 실행이 통일된 노작(work)의 성격을 가지고 있다고 보았다. 이동연은 예술가에게 노동과 창작은 분리해서 설명할 수 없으며, 창작은 노동의 일부이지만 미적 가치를 생산하다는 점에서 특수한 노동이라고 주장하였다.
조각가 구본주 작가의 죽음은 대한민국에서 예술 노동 관련 논의를 불러일으켰다. 그는 2003년 9월 29일 새벽 5시께 경기도 포천에서 길을 가다 가해자가 몰던 차에 치어 목숨을 잃었다. 피해보상을 놓고 가해자 측 보험회사와 유가족이 법정공방을 벌였다. 가해자 측 보험회사인 삼성화재는 피해자인 구본주 작가의 직업이 수입을 증명할 수 없는 예술가이고, 그에 따라 경력을 인정할 수 없기 때문에 '도시일용노임'을 적용해야 하며 정년도 60세로 하향 조정해야 한다고 주장했다. 이 사건은 예술가의 노동자성을 어떻게 봐야 할 것인지에 대한 숙제를 남겼다.

## 분류
예술 표현 도구.
- 음악: 소리
- 무용: 신체의 움직임
- 시각 예술(미술): 형태
  - 조형예술
    - 회화: 회화란 선과 색채를 평면 상에 표현한 것으로 회화에는 그것을 그린 작가 자신의 개성이 투영 될 수 있다.
    - 조소: 조각과 소조.
    - 건축
- 문학 : 언어

표현되는 방식이나 감상 방식.
- 시간 예술: 시간의 경과에 따라 표현되는 예술.
  - 음향 예술: 음악
  - 언어 예술: 문학
- 조형 예술(공간 예술): 공간에 표현하는 예술. 미술.
  - 미술
  - 사진
- 시간공간예술
  - 무용
  - 연극
  - 영화
- 종합 예술: 두 가지 분야가 합쳐진 예술
  - 건축, 영화, 연극, 오페라, 게임 등.
  - 때에 따라서는 건축도 종합 예술로 보기도 한다.

## 같이 보기
- 문화
- 미술

## 참고 문헌
- 이 문서에는 다음커뮤니케이션(현 카카오)에서 GFDL 또는 CC-SA 라이선스로 배포한 글로벌 세계대백과사전의 "〈사상·학문〉 예술." 항목을 기초로 작성된 글이 포함되어 있습니다.